# Radio 5
Radio 5 (anomenada Radio 5 Todo Noticias fins a l'any 2008) és una radiofórmula informativa de Radio Nacional de España d'àmbit nacional que pot escoltar a tot el territori espanyol i també a Gibraltar, Andorra, la zona de Portugal dins de la península Ibèrica, regions de França que limiten amb Espanya territoris del nord d'Àfrica que van formar part de Protectorat espanyol del Marroc, Ifni i el Sàhara espanyol a més dels territoris del Marroc que limiten amb Ceuta i Melilla.
Els múltiples Centres Emisors, units als corresponents Centres de Producció de Programes (estudis), permeten la realització de desconnexions per oferir informació local i territorial d'acord amb l'esquema d'emissions vigent.
Creada l'1 de gener de 1989, després de la reestructuració d'emissores que va esdevenir després de la dissolució de Radiocadena Española. Els seus primers anys incorporava la programació d'entreteniment convencional i local. Anteriorment, entre 1981 i 1984, a Catalunya va existir l'emissora de ràdio RNE successora de Radio Peninsular, que també es va conèixer com a Radio 5.
El 1994, amb la direcció de Jesús Vivanco, adopta el format de ràdio informativa de servei públic rep el nom de Radio 5 Todo Noticias.

## Programació
La programació es basa en l'emissió de programes d'entre cinc i quinze minuts de durada que tracten temes de ciència, salut, economia o història i espais d'anàlisi de l'actualitat amb experts, amb butlletins informatius cada trenta minuts d'uns cinc minuts de durada i en titulars a les hores :15 i :45. Cada mitja hora, la informació del trànsit es realitza en connexió amb la Direcció General de Trànsit, i després del butlletí de la hora en punt la previsió del temps amb l'Agència Estatal de Meteorologia. L'actualitat internacional s'amplia de 20:30h a 21h a l'espai Cinco continentes.
La seva programació es basa en informatius i programes, units pel fil argumental de l'actualitat, pretenent fer el màxim nombre de programes en directe.
La informació regional s'emet de dilluns a divendres a les 7:25h (durant 5 minuts), a les 7:50h (10 minuts), a les 8:30 (15 minuts), a les 12:25 (5 minuts), de 13:10h a 14h, a les 15:04 (4 minuts) i de 19:10h a 19:30h. Els dies feiners la informació provincial s'emet de 8:45h a 9:00h.
Els informatius Las mañanas de RNE (entre les 6h i les 8:30h), Diario de las dos (avançament de 13h a 13:10h, de 14h a 15:05h), 24 horas (de 19h a 21h i de 22h a 00h), els butlletins horaris, la programació regional matinal i els espais del dissabte de la matinada s'emeten simultàniament amb Radio Nacional de España (RNE-1).
A més, s'han emès diversos magazins com Kilómetros de radio els diumenges de 15h a 20h -acabat el 2018- Ellas pueden, Clarín i Wisteria Lane. També es retransmeten plens rellevants de les Corts Generals i els sorteigs de la loteria.
En cap de setmana, la informació regional és només de 9:05 a 9:15h i de 13:30h a 14h i tant l'informatiu matinal com el Diario de las 2 duren mitja hora. L'informatiu 24 horas, dissabtes i diumenges, s'emet de 20h a 20: 30h; i de 23h a 23:30h.